# Tipula (Acutipula) tenuicornis
Tipula (Acutipula) tenuicornis is een tweevleugelige uit de familie langpootmuggen (Tipulidae). De soort komt voor in het Palearctisch gebied.